# Elitismo classista
Preconceito social é uma forma de preconceito generalizado aos indivíduos de toda uma classe social, aos quais são atribuídos traços de personalidade ou moral largamente homogêneos. Os atributos podem ser bons ou ruins, ou uma combinação de ambos.
Exemplos são: considerar-se aos mais pobres como tipicamente preguiçosos e pouco trabalhadores, ou como mais virtuosos em função de suportarem suas condições mais desfavoráveis; aos mais ricos como conspiradores inescrupulosos em preservar um status quo que os favorece, ou como prodígios nas áreas de atuação em que conquistaram suas riquezas.
Segundo o filósofo alemão Karl Marx (1818-1883) a sociedade capitalista está dividida em dois grupos principais: a burguesia e o proletariado, donde um deles é o grupo dominante e o outro o dominado, fator que determina a diferença social ou a luta de classes.
Pessoas em nível sócio econômico intermediário podem ser alvo de preconceitos similares aos dirigidos aos mais pobres ou aos mais ricos, mas também podem ser vistos como tendo características particulares (como sendo subservientes aos mais ricos, ou trabalhadores mais esforçados e dignos que os pobres e que os ricos). O preconceito se dá mais comumente quanto a um grupo do qual ele não se vê como pertencente, mas as pessoas podem também ter preconceito social quanto ao próprio grupo.
o preconceito social gera muita violência e tem sido um dos temas mais discutidos na era da globalização, gerado pela intolerância humana e determinada pela diferença de instrução, níveis de renda e de recursos, condições de acesso e de vida, dentre outros.